# Синя птица (награда)
Наградата „Синя птица“ (на словенски: Modra ptica) е словенска литературна награда. Тя е учредена и се връчва от 2012 г. от издателската група „Младинска книга“ за най-добро непубликувано оригинално литературно произведение, избрано от експертна комисия. Издателството има за цел да насърчи създаването и публикуването на оригинална словенска литература.
Наградата се връчва ежегодно въз основа на публичен конкурс, всеки път за различен литературен жанр – младежки роман, роман за възрастни или друг, който се определя от експертната комисия за текущата година от името на групата „Младинска книга“.
Наградата възлиза на 10 000 евро и е най-високата парична награда, която авторите могат да получат за индивидуално литературно заглавие в Словения. Победителят получава и стилизирано изображение на птица, символизиращо тласъка, който книгите дават на хората. От 2014 г. наградата се връчва веднъж на две години.
За конкурса се приемат произведения от всички видове жанрове. Въз основа на подадените творби експертната комисия определя максимум пет основни номинирани кандидати, от които избира победителя.

## Носители на наградата
| Година | Автор               | Произведения                      |
| ------ | ------------------- | --------------------------------- |
| 2012   | Станка Храстел      | Igranje                           |
| 2013   | Винко Мьодерндорфер | Kot v filmu                       |
| 2014   | Роман Розина        | Županski kandidat Gams            |
| 2016   | Миха Мацини         | Zvezde vabijo                     |
| 2018   | Мойца Чирок         | Pogodba                           |
| 2020   | Симона Семенич      | Skrivno društvo KRVZ              |
| 2022   | Тина Вршчай         | Na Klancu                         |
| 2024   | Андрей Е. Скубиц    | Lahko bi umrl na tem kavču z mano |